# Верхівці (Чортківський район)

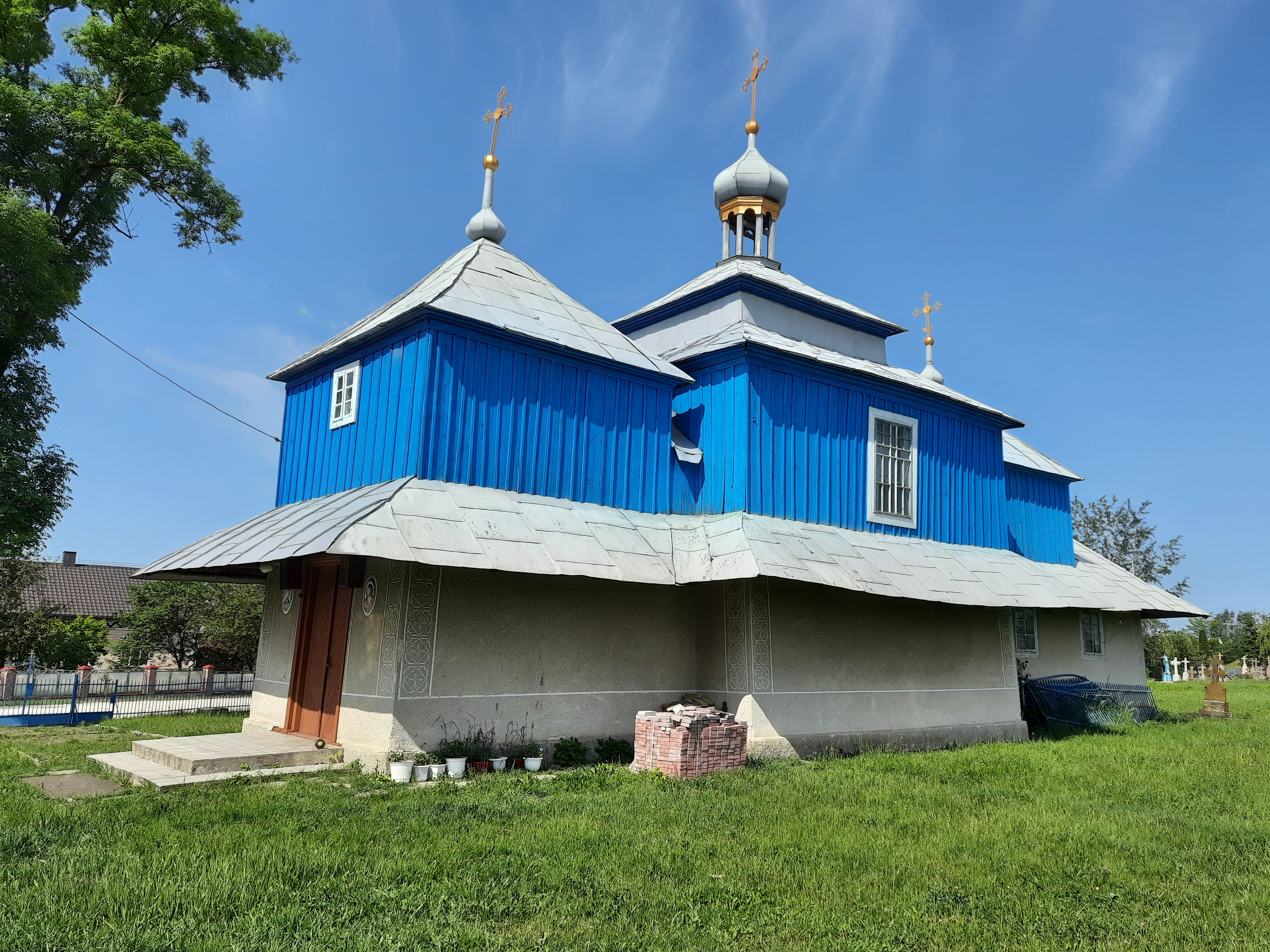
Церква Різдва Христового 1888р.

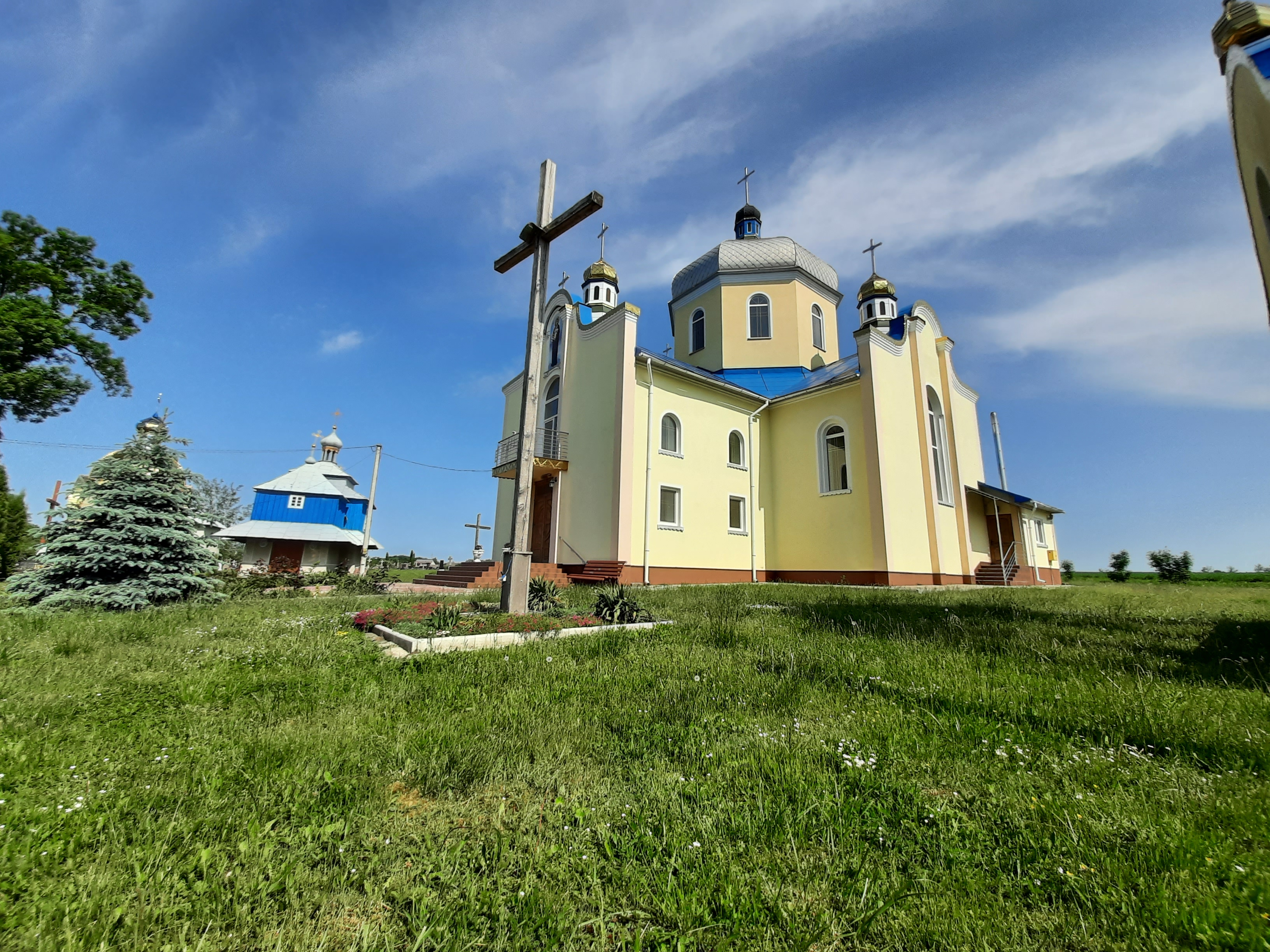
Стара і нова церкви Різдва Христового

Верхі́вці — село в Україні, у Хоростківській міській громаді Чортківського району Тернопільської області. Розташоване на річці Голодні стави, на півночі району. До 2015 підпорядковане Перемилівській сільській раді.
12 червня 2020 року, відповідно до розпорядження Кабінету Міністрів України № 724-р «Про визначення адміністративних центрів та затвердження територій територіальних громад Тернопільської області» увійшло до складу Хоростківської міської громади.
19 липня 2020 року, в результаті адміністративно-територіальної реформи та ліквідації Гусятинського району, село увійшло до складу новоутвореного Чортківського району.
Населення — 470 осіб (2012).

## Політика

### Парламентські вибори, 2019
На позачергових парламентських виборах 2019 року у селі функціонувала окрема виборча дільниця № 610206, розташована у приміщенні клубу.
Результати
- зареєстрований 321 виборець, явка 72,90%, найбільше голосів віддано за «Слугу народу» — 37,00%, за Всеукраїнське об'єднання «Батьківщина» — 26,87%, за Радикальну партію Олега Ляшка і «Силу і честь» — по 6,17%.[3] В одномандатному окрузі найбільше голосів отримав Ігор Сопель (Слуга народу) — 43,56%, за Володимира Бліхаря (Всеукраїнське об'єднання «Батьківщина») — 17,33%, за Миколу Люшняка (самовисування) — 15,56%[4].

## Соціальна сфера
Діють клуб, бібліотека.

## Населення

### Мова
Розподіл населення за рідною мовою за даними перепису 2001 року:
| Мова       | Кількість | Відсоток |
| ---------- | --------- | -------- |
| українська | 446       | 99.55%   |
| російська  | 2         | 0.45%    |
| Усього     | 448       | 100%     |

## Мовні особливості
Село Верхівці розташоване на території наддністрянського (опільського) говору. До «Наддністрянського реґіонального словника» внесено такі слова та фразеологізми, вживані у Верхівцях: а-тась («уживають, щоб відігнати качок»), бараболя («картопля»), бомбетиль («лавка-ліжко»), запорток («зіпсоване яйце, із якого не може вивестися курча»), слоїк («банка), ро́ндель ( «каструля, що має довгу ручку, зазвичай має також кришку»)

## Пам'ятки
Є церква Різдва Пресвятої Богородиці (1888; дерев'яна).

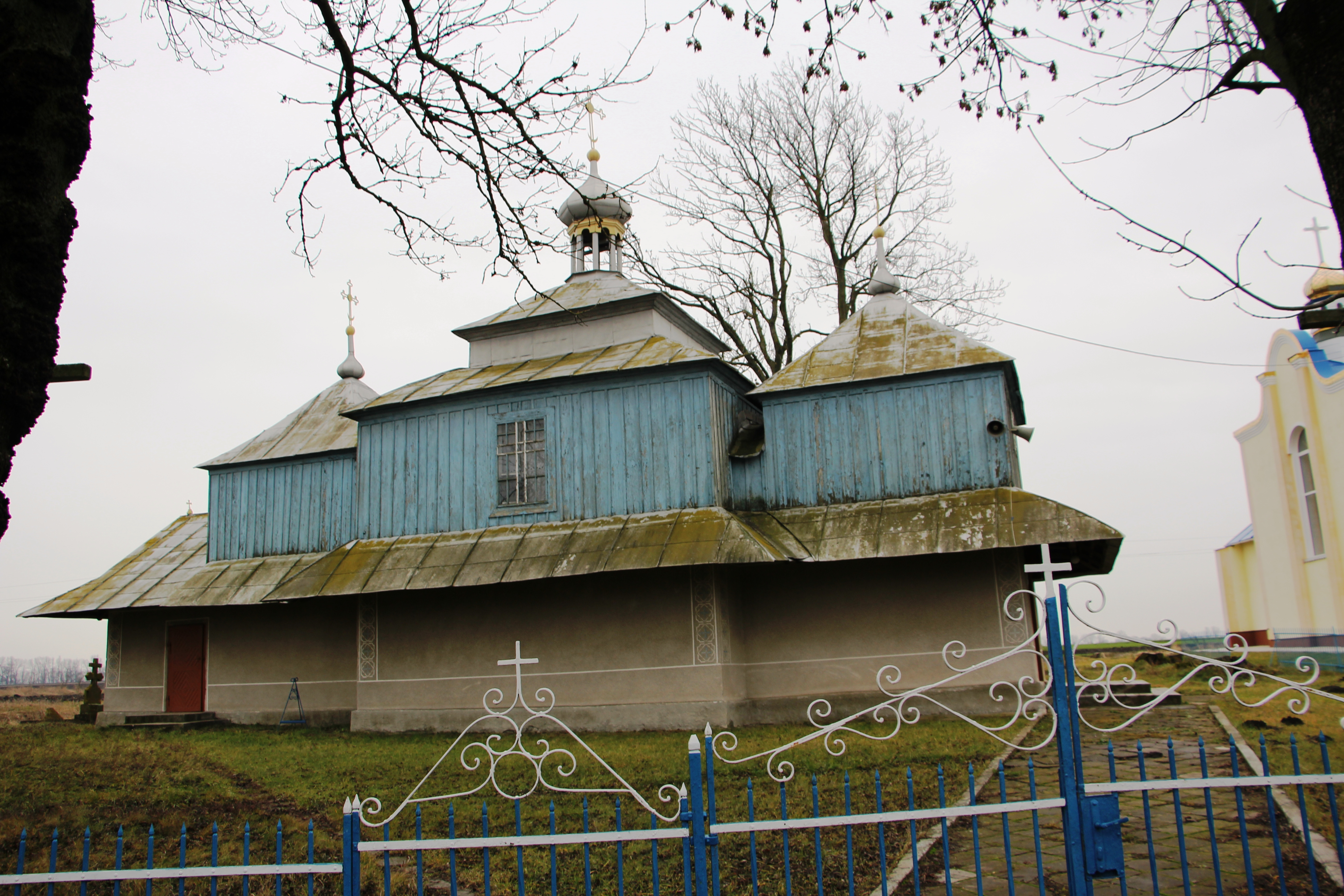
Церква Різдва Пресвятої Богородиці 1888

## Пам'ятники
Споруджено пам'ятник полеглим у німецько-радянській війні воїнам-односельцям (1967; скульптор С. Гончарик), насипано символічну могилу Борцям за волю України (1991).

## Відомі люди
- Микола Руснак (1975–2014) — загиблий учасник АТО, оператор 2-го протитанкового відділення протитанкового взводу 2-го механізованого батальйону 24-ї окремої механізованої бригади (Яворів)[6][7].

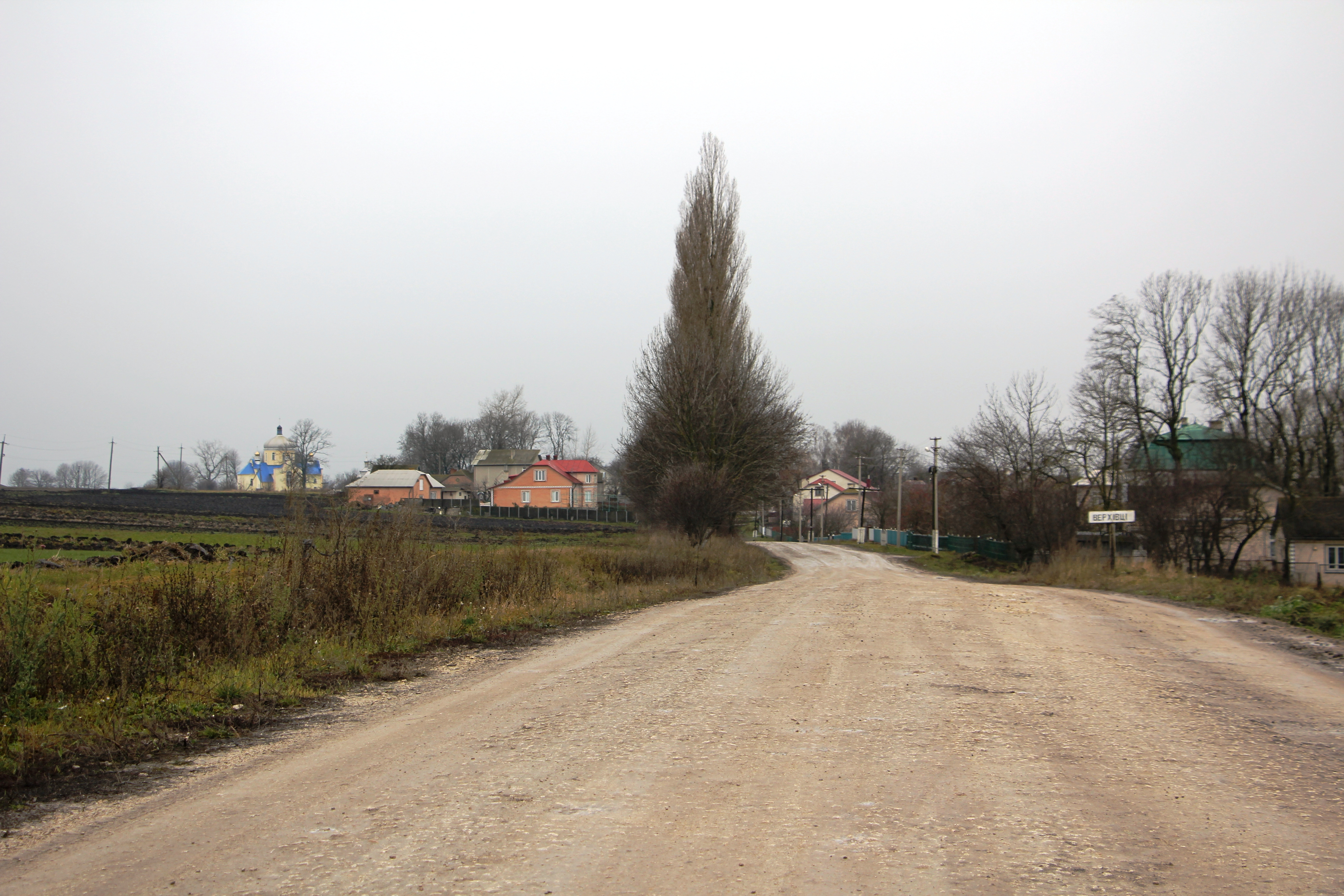
В'їзд в село Верхівці
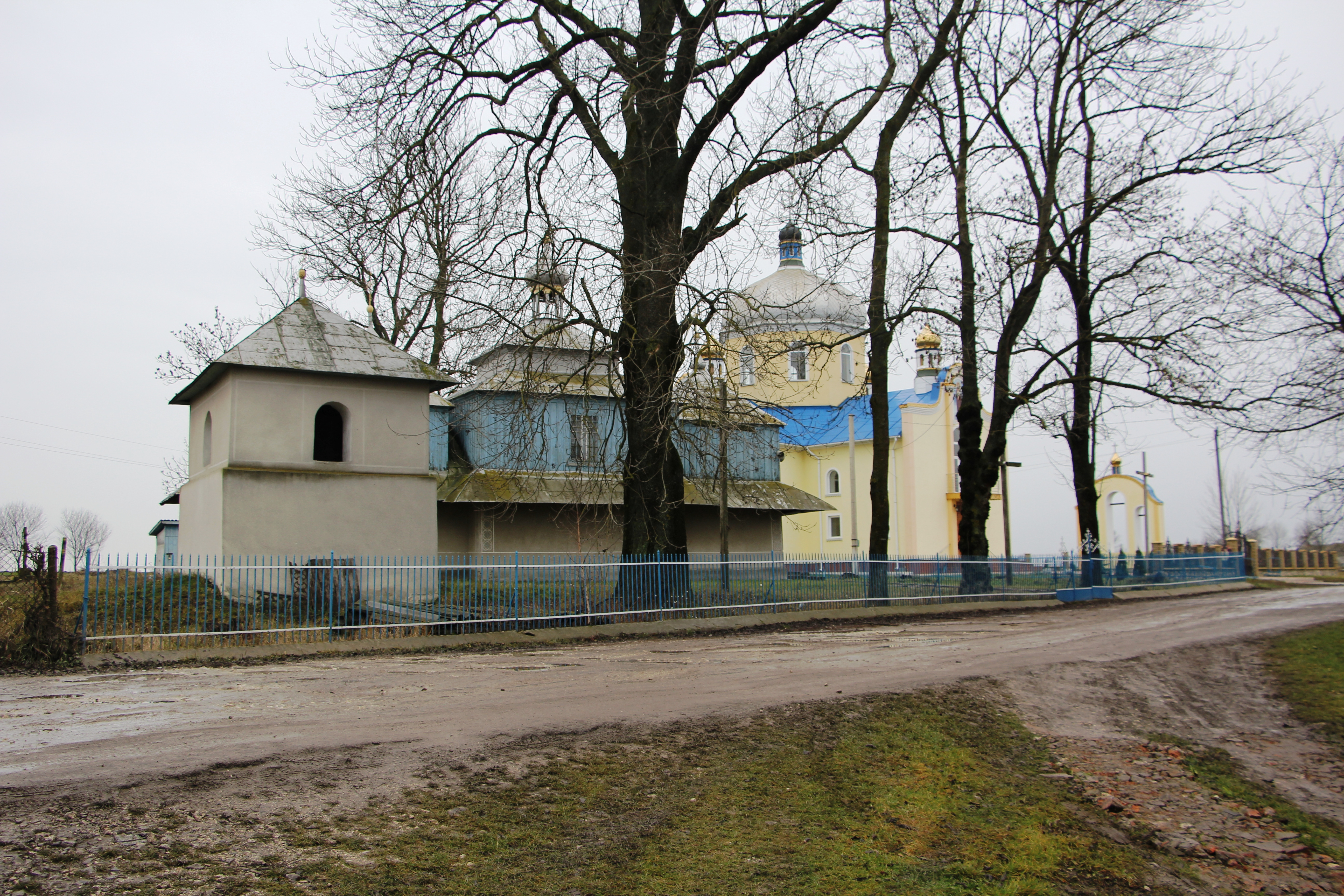
Церква Різдва Пресвятої Богородиці 1888
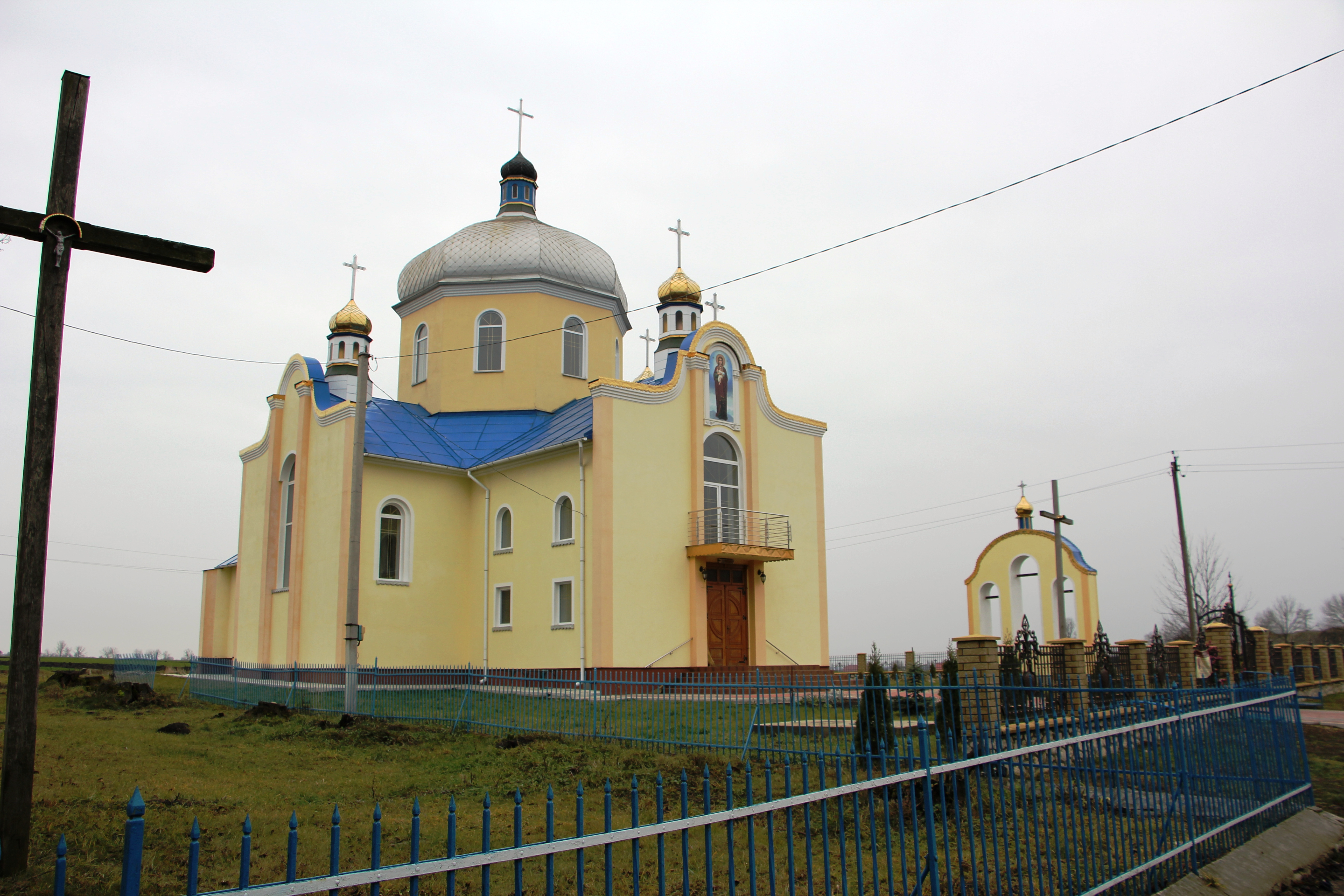
Нова, мурована церква
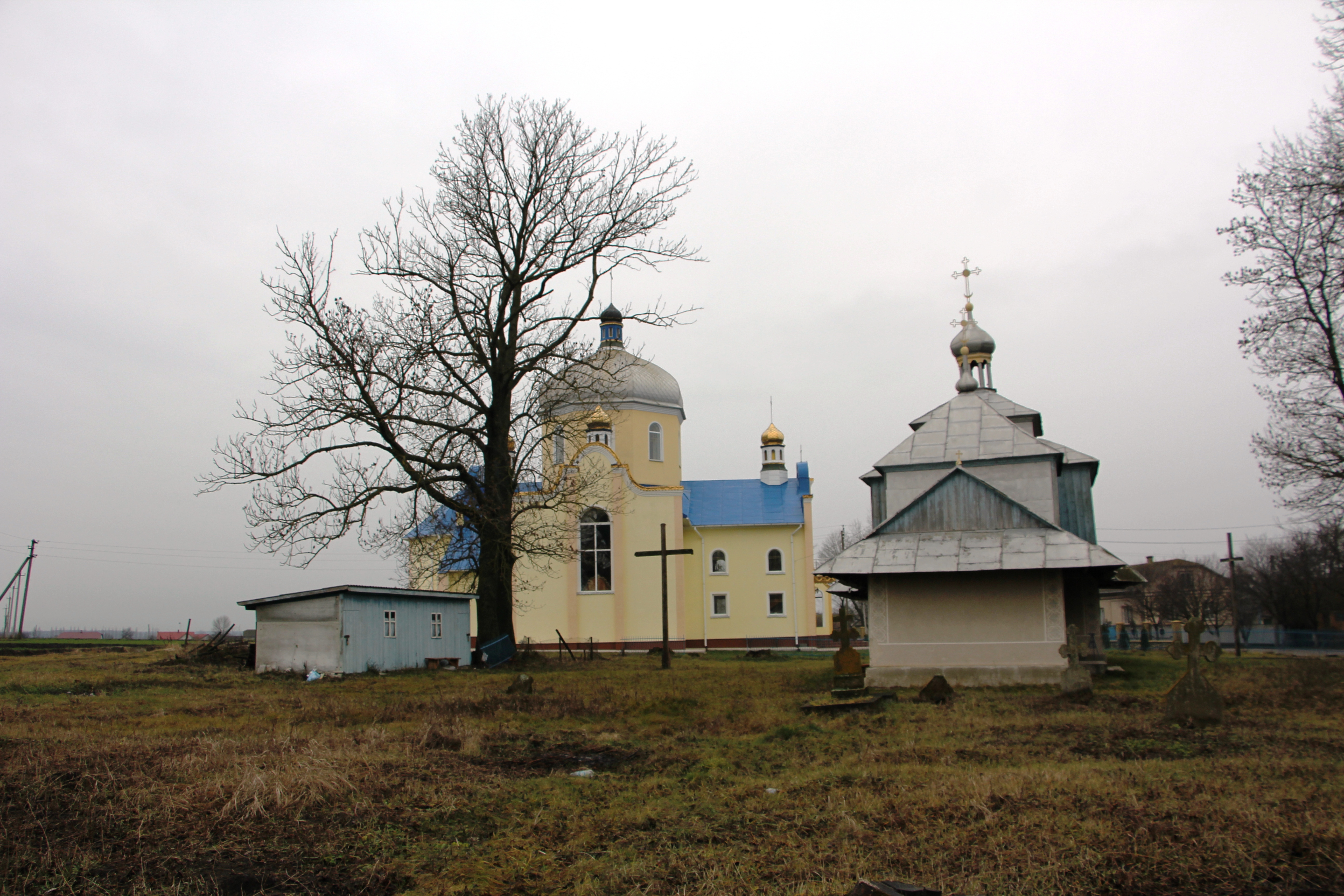
Церква Різдва Пресвятої Богородиці 1888
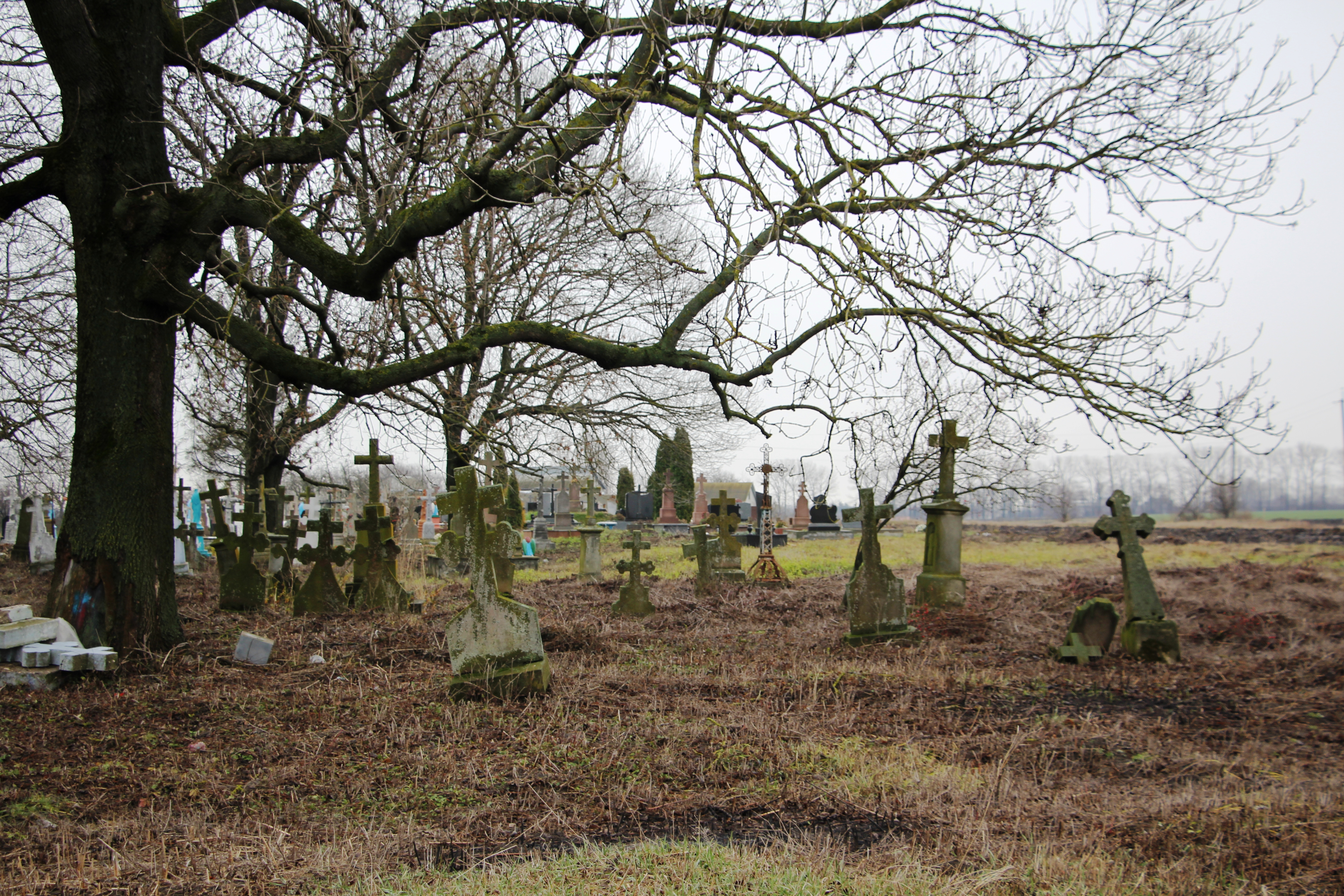
Старий цвинтар біля церкви